# Melitaea sutschana
Melitaea sutschana är en fjärilsart som beskrevs av Otto Staudinger 1892. Melitaea sutschana ingår i släktet Melitaea och familjen praktfjärilar. Inga underarter finns listade i Catalogue of Life.